# Ecociudad
Una ciudad sostenible, ecociudad o ecópolis es una ciudad que está diseñada siguiendo principios ecológicos. La idea de las ecociudades surge como una nueva aproximación del desarrollo sustentable. Los ambientalistas, así como cada día más gente, consideran que la vida en las ciudades es polutiva y destructiva para el medio ambiente, ya que propicia la acumulación de basura y condiciones insalubres.
Una ciudad ecológica puede proveerse a sí misma con mínima dependencia de las zonas rurales que la rodean, y crea la menor huella ecológica posible para sus residentes. Esto resulta en una ciudad que es amigable con el medio ambiente, en términos de contaminación, uso de la tierra y reducción de las causas que contribuyen al calentamiento global.
Las ecociudades pueden ser caracterizadas por varios aspectos, por ejemplo:
- Agricultura ecológica, agricultura sostenida por la comunidad, para reducir las distancias de transporte de los alimentos producidos.
- Fuentes de energía renovable, tales como aerogeneradores, células fotoeléctricas o biogás creado de aguas negras. Las ciudades proveen economías de escala que hacen viables estas fuentes de energía.
- Variados métodos para reducir la necesidad de usar aire acondicionado (que demanda mucha energía), como por ejemplo construir edificios de poca altura para permitir una mejor circulación de aire o aumentar las áreas verdes para que equivalgan al menos a un 20% del total de la superficie urbana.
- Sistema de transporte público mejorado y fomento de la peatonalización para reducir las emisiones de combustibles de los automóviles. Esto requiere un cambio radical en la planificación urbana.

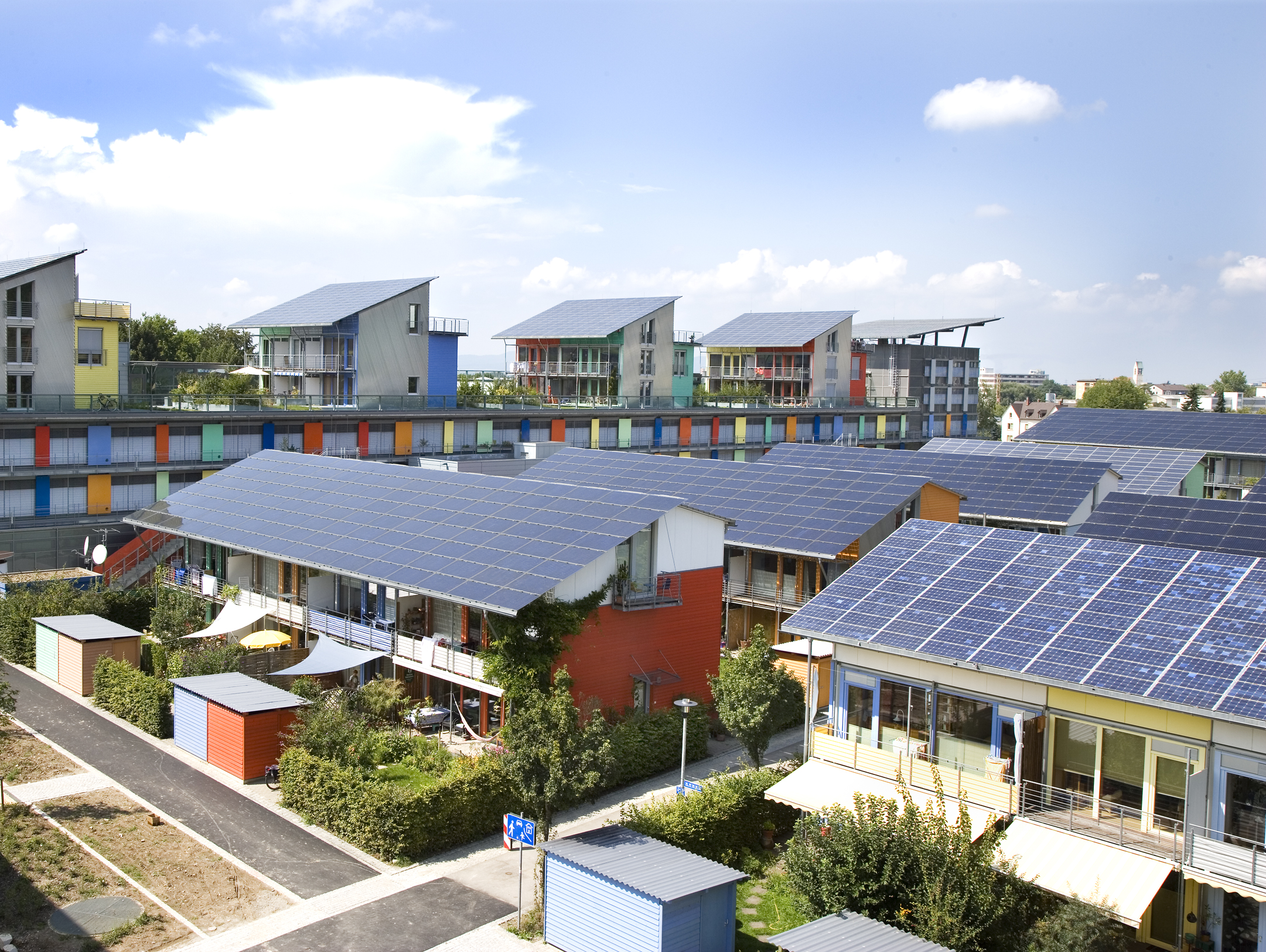
Viviendas sostenibles alimentadas mediante energía solar fotovoltaica en el barrio solar de Vauban (Friburgo, Alemania).

Ejemplos de eco-ciudades existen algunos, como el barrio solar Vauban (Friburgo). En una menor escala, hay edificios bioconstruidos, como el edificio municipal de Melbourne, en Australia. Muchos asentamientos informales hoy en día practican los principios de las ciudades ecológicas: uso eficiente de la energía, reciclaje, agricultura comunitaria, y peatonalización. El proyecto Sociópolis (en la ciudad española de Valencia) pretende desarrollar viviendas integradas de bajo impacto ambiental, combinado con zonas de agricultura tradicional y sistemas de regadíos; el proyecto "Ecumenópolis" o de Ecociudadelas de Magnum astron de Colombia, que propone la inclusión de tecnología de avanzada y alto rendimiento energético de su propia invención. Pero quizás el proyecto más ambicioso se lleva en China, país que ha fomentado la construcción de cinco ecociudades (tres cerca de Shanghái y dos en Pekín). La primera de éstas, Dongtan, se está desarrollando en la isla de Chongming, Shanghái, y ha sido diseñada cumpliendo rigurosos estándares para minimizar el impacto ambiental. El primer ejemplo mundial de una ciudad  totalmente nueva -para 50.000 habitantes- y con una utilización energética cien por cien solar es Masdar de Emiratos Árabes Unidos, diseñado por el despacho de Foster + Partners en 2006 y que se inaugurará en el año 2020.

## Urbanismo

### Barcelona
La ciudad está planeando un rediseño urbano de supermanzanas cívicas, planean convertir áreas de nueve manzanas en barrios de escala comunitaria con una superficie de 400 metros por 400 metros. El objetivo es reducir el tráfico, el ruido y la contaminación relacionados con los automóviles en más de un 20% y liberar hasta un 60% de las áreas de vías para su reutilización como espacios para los ciudadanos. Esto se hace para mejorar la calidad de vida, aumentar la salud al implementar la "ciudad de los 15 minutos", una ciudad en la que el ciudadano puede realizar sus actividades cotidianas caminando durante 15 minutos, ir al trabajo, a la compra, a espacios de ocio y recreo, relaciones sociales y otras actividades. Al convertir las calles en espacios para el encuentro y otras actividades, mercados de agricultores, bicicletas y accesibilidad para peatones, se promueve un estilo de vida más saludable y potencialmente más feliz.

### Bilbao
La ciudad se enfrentó a una crisis económica tras el declive de las industrias del acero y del puerto, pero a través de la comunicación entre las partes interesadas y las autoridades para crear una transformación del centro de la ciudad, el gobierno local se benefició del aumento del valor del suelo en las antiguas zonas portuarias. El Plan Estratégico para la Revitalización del área Metropolitana de Bilbao se lanzó y consiguió regenerar las antiguas industrias siderúrgicas y portuarias con nuevas actividades. La conversión de industrias portuarias y siderúrgicas obsoletas convirtió Bilbao en uno de los centros más florecientes de Europa y es un excelente ejemplo de un proyecto sostenible en continua evolución. Es conocido en todo el mundo como el Museo Guggenheim Bilbao consiguió ser el hito que lanzó la renovación de la ciudad con gran vitalidad.

### Madrid
El soterramiento de la M-30 del proyecto Madrid Río propició la transformación del entorno del río. El proyecto del equipo dirigido por Ginés Garrido activó la vida social del parque urbano y la conexión de los distritos que antes estaban separados por el Río y la vía de circulación rápida M-30. Desde el Ayuntamiento de Madrid se promueve la Estrategia de Regeneración Urbana como herramienta de equilibrio territorial entre los 21 distritos de la ciudad. El Plan Madrid Recupera, Plan MAD-RE es uno de los planes estrella del programa de Regeneración de la capital.

## Proyecto Madrid Río
El proyecto de Madrid Río ha supuesto una revitalización sostenible de una zona de la ciudad fracturada por la frontera que suponía la vía de circulación rápida, M-30 en su recorrido paralelo al río de atraviesa la ciudad, el río Manzanares. El proyecto de Madrid Río se inició en 2005 cuando el Ayuntamiento de Madrid lanza a nivel internacional un concurso de ideas. y lo gana un equipo coordinado por el arquitecto Ginés Garrido con un proyecto que, una vez ejecutado, se convirtió en un parque urbano icónico, Actualmente es uno de los parques que recibe más usuarios a diario. Paseantes, corredores, ciclistas, patinadores, observadores naturaleza, todos tienen cabida en la diversidad de ámbitos que integra el parque. Además se ha conseguido renaturalizar el río y ha aumentado la biodiversidad en todo el entorno. Madrid Río.ha recibido reconocimientos a nivel internacional, ha sido considerado Buena Práctica GOOD en Dubái en 2014. La Universidad de Harvard premió la transformación conseguida por Madrid Río a nivel social y cultural con su diseño de parque urbano con el galardón Veronica Rudge Green Prize in Urban Design.

## Plan Madrid Recupera
El Plan Madrid Recupera, Plan MADRE, está alineado con los 17 Objetivos de Desarrollo Sostenible (ODS) por tener metas en las que confluyen la equidad social con la equidad territorial y económica para conseguir cohesión entre los distritos de la ciudad. El modelo de ciudad se hace tejiendo redes en todos los sectores, trabajo, infraestructuras, salud, medioambiente, ocio, relaciones sociales, para conseguir espacios urbanos más sostenibles.

## Galería de Madrid

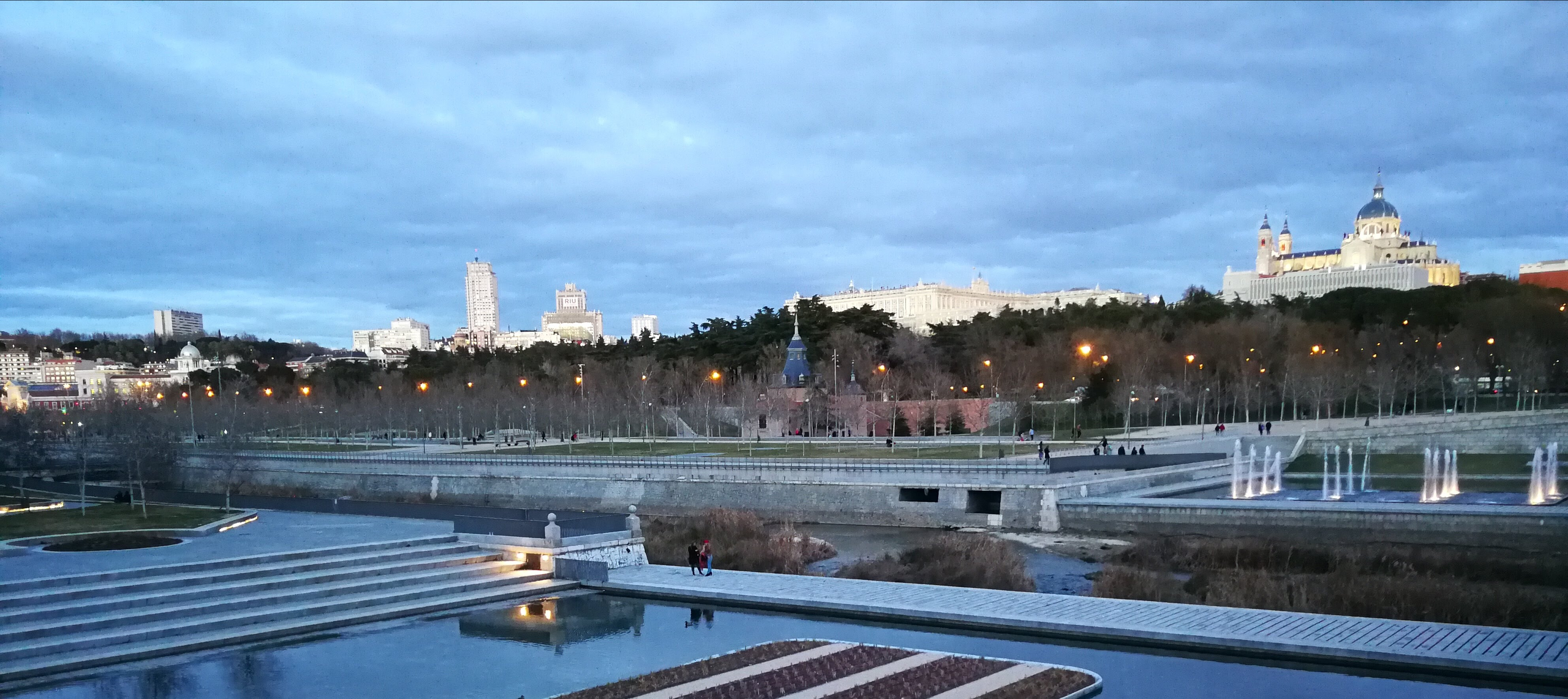
Madrid Río. Vista de la cornisa de Madrid desde el Puente de Segovia
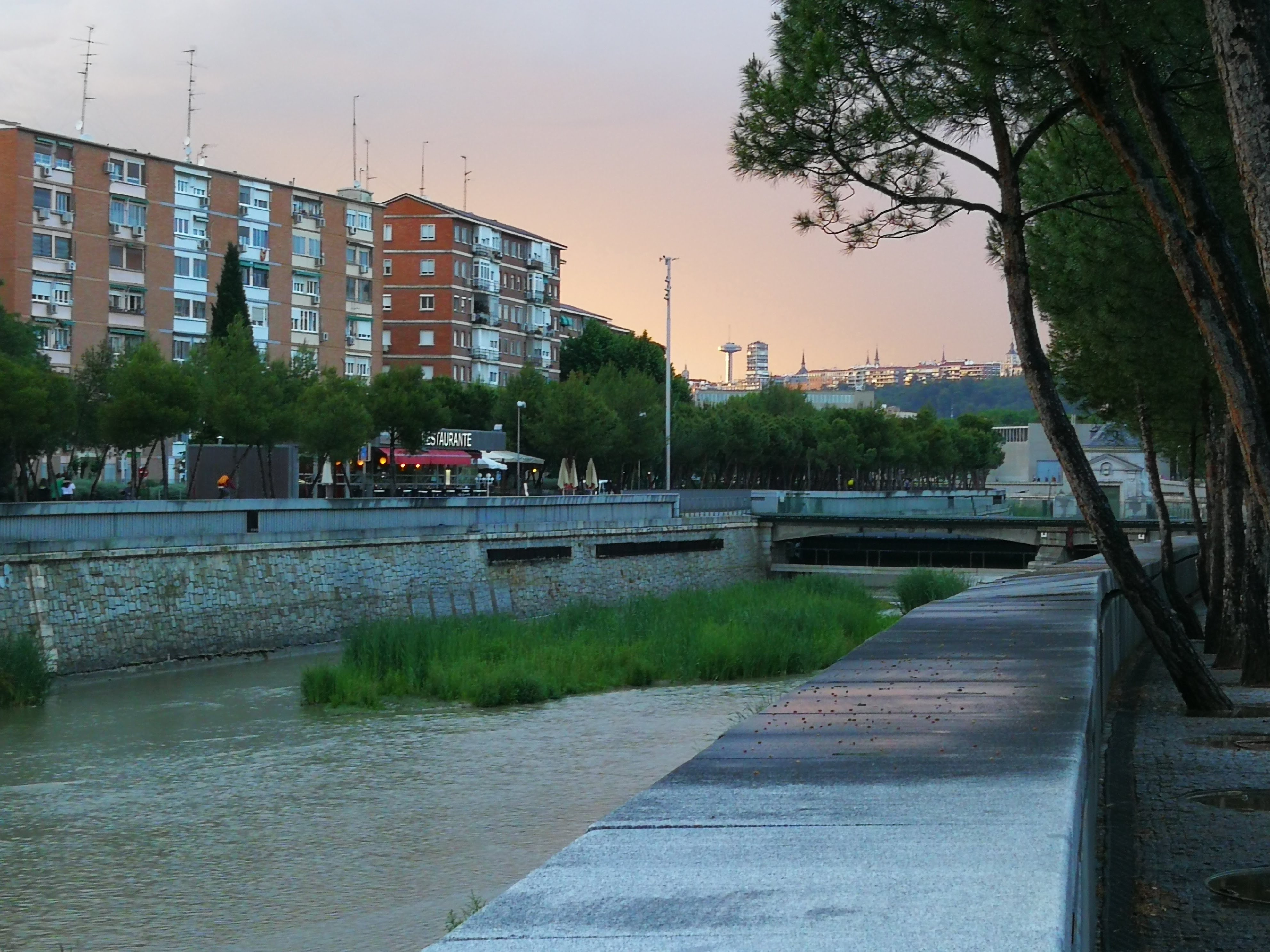
Madrid Rio atardecer 2018
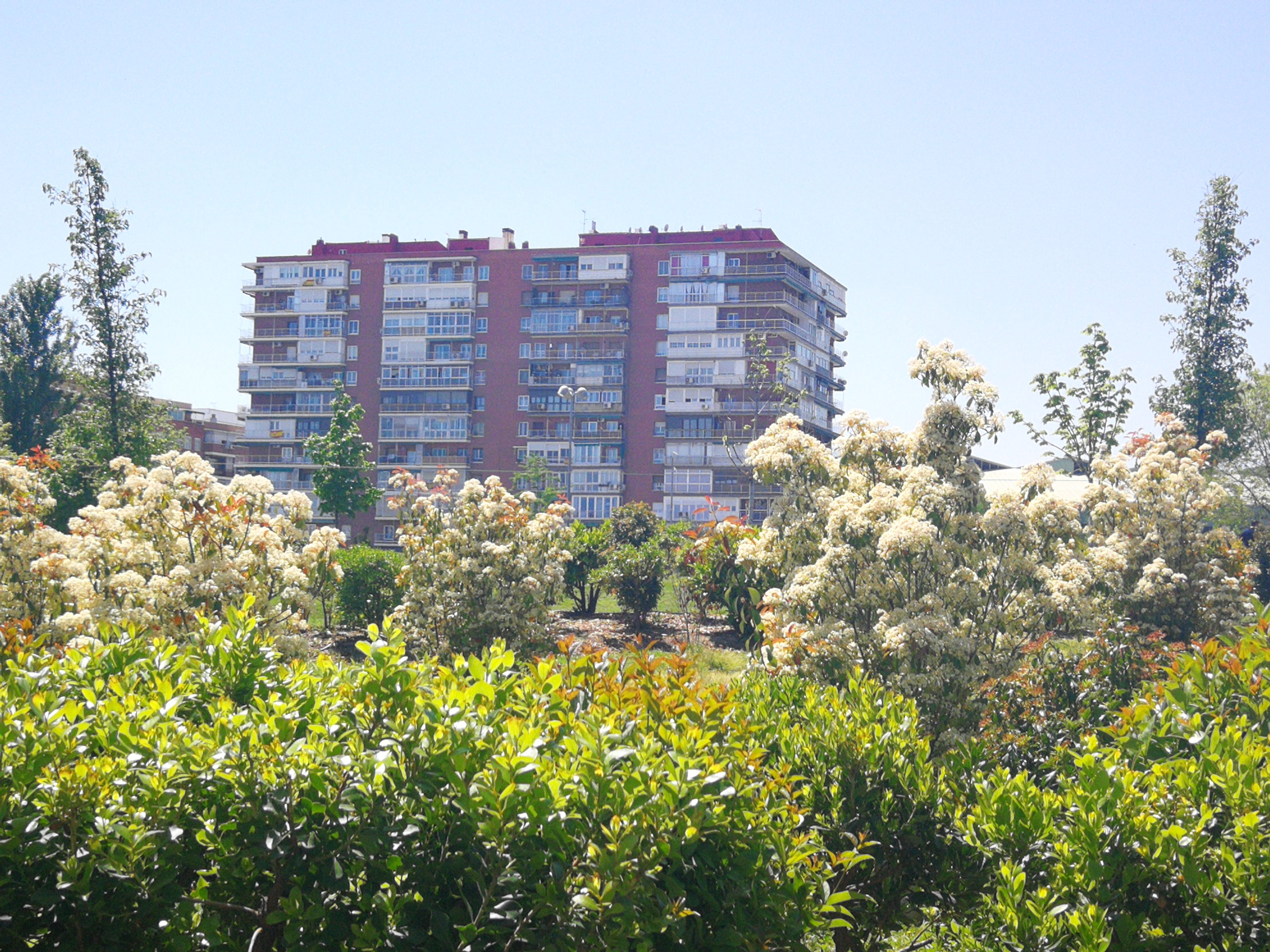
Madrid Río mayo 2018
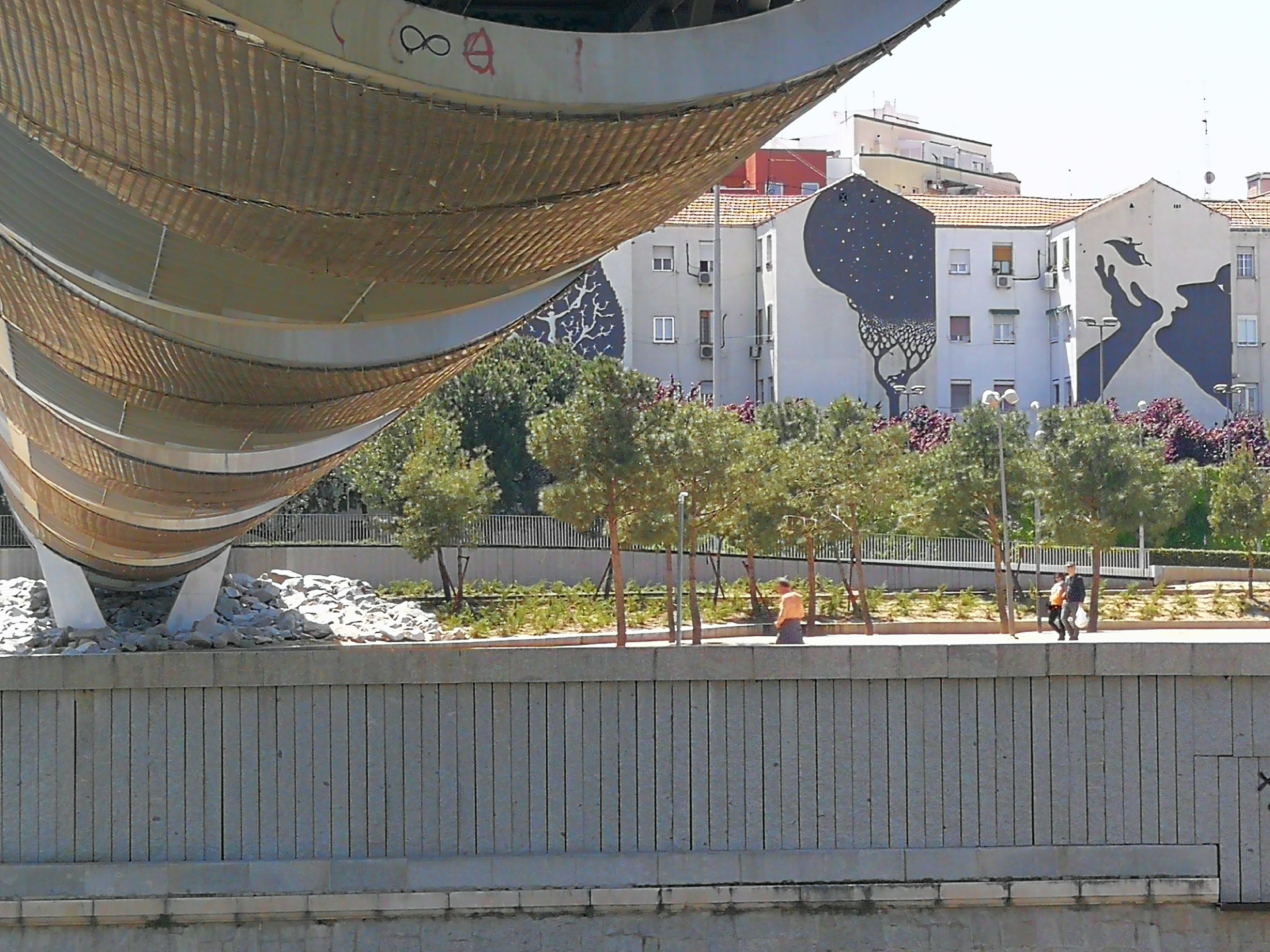
Madrid Río Obras Puente monumental de Arganzuela
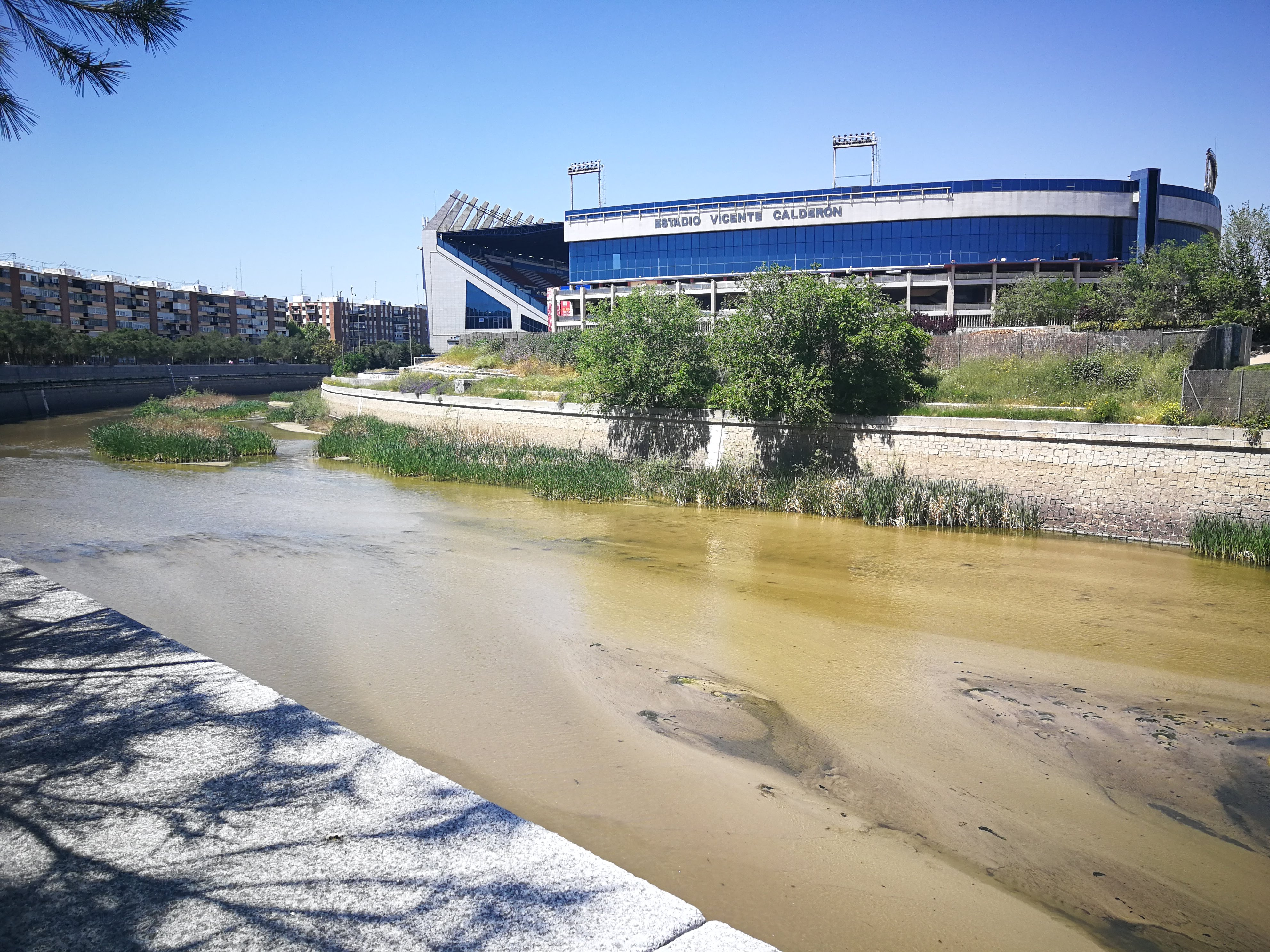
Madrid Río Estadio Vicente Calderón
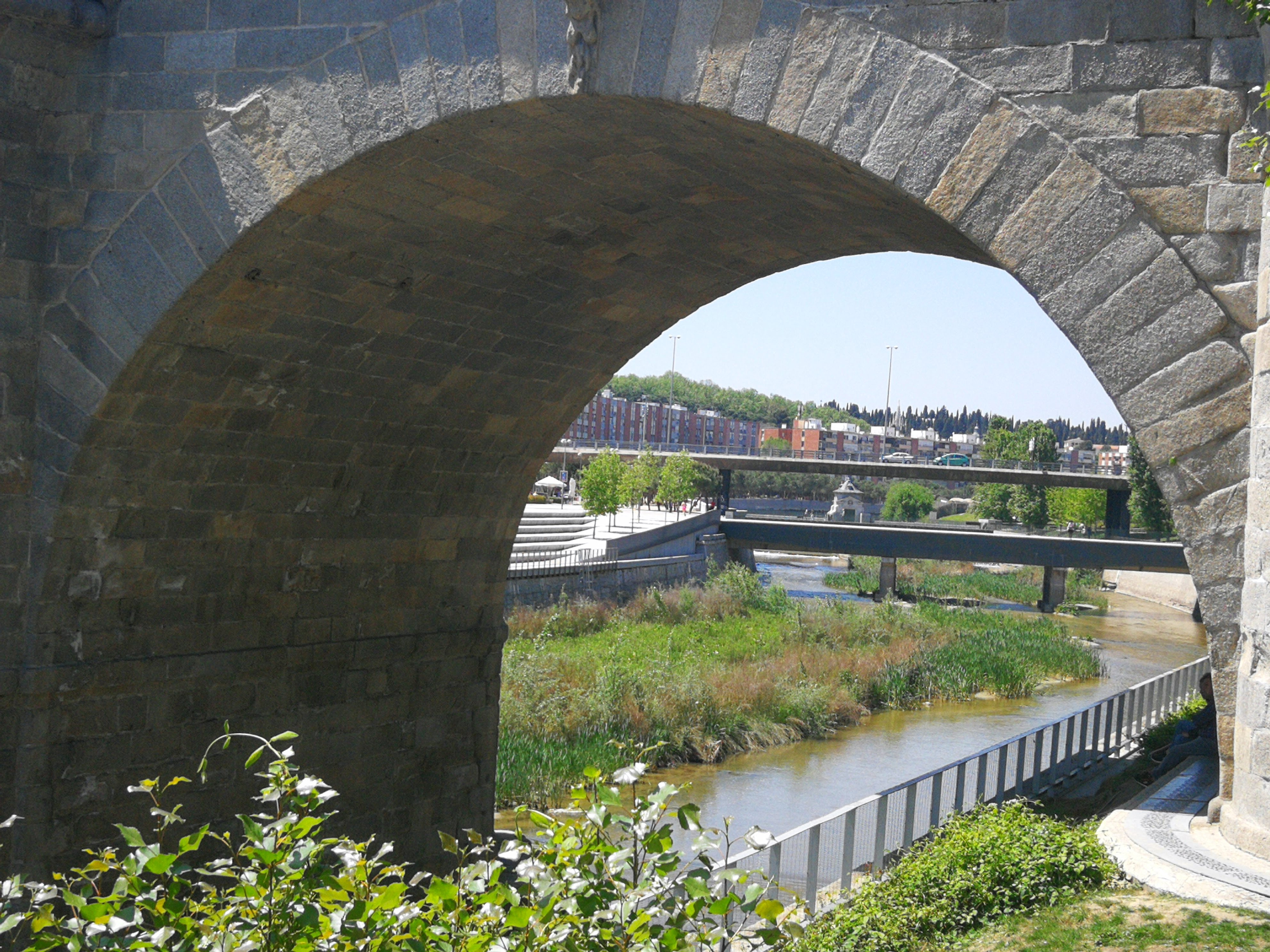
Madrid Río Puente de Toledo
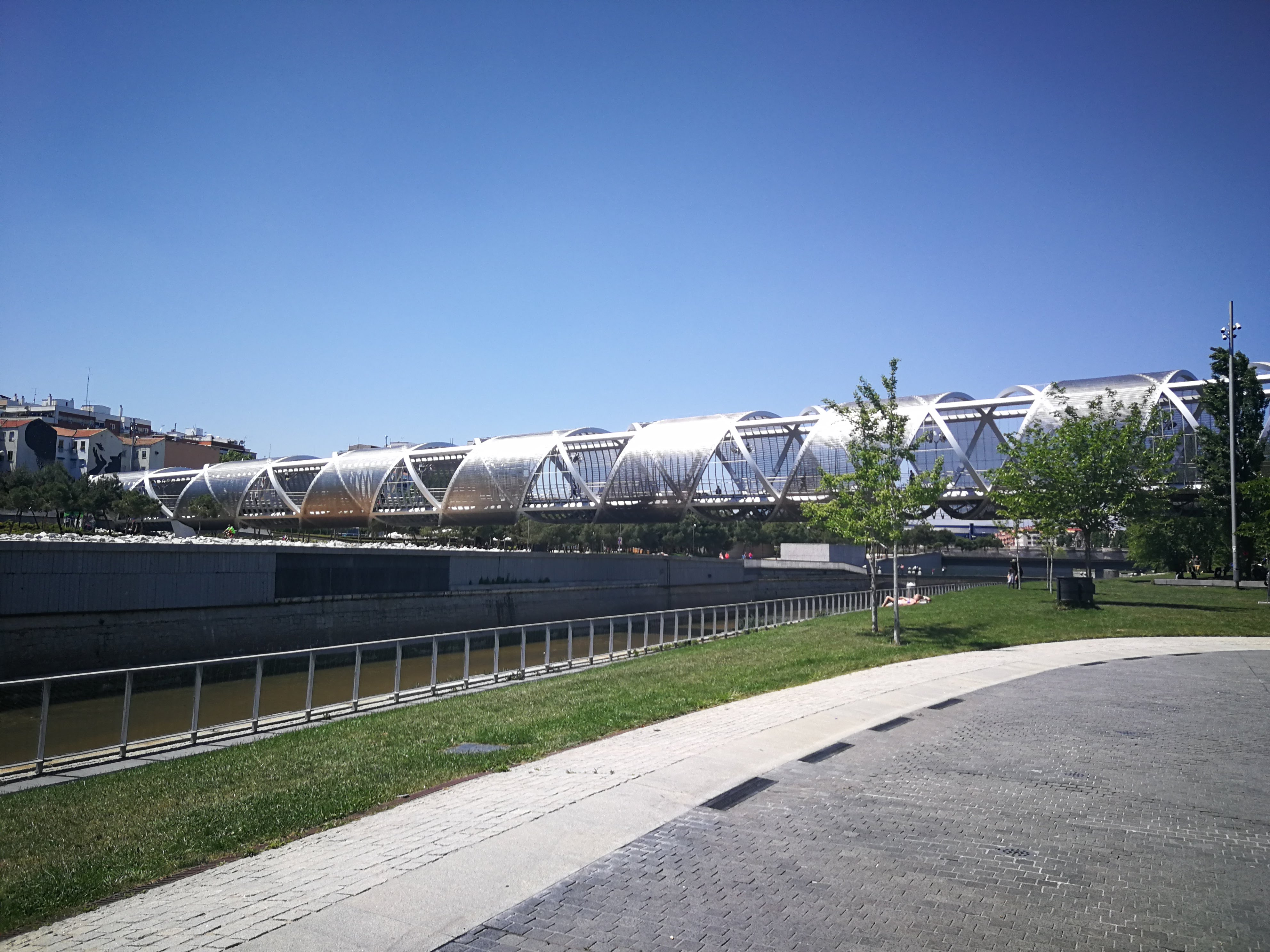
Madrid Río Obras Puente monumental de Arganzuela
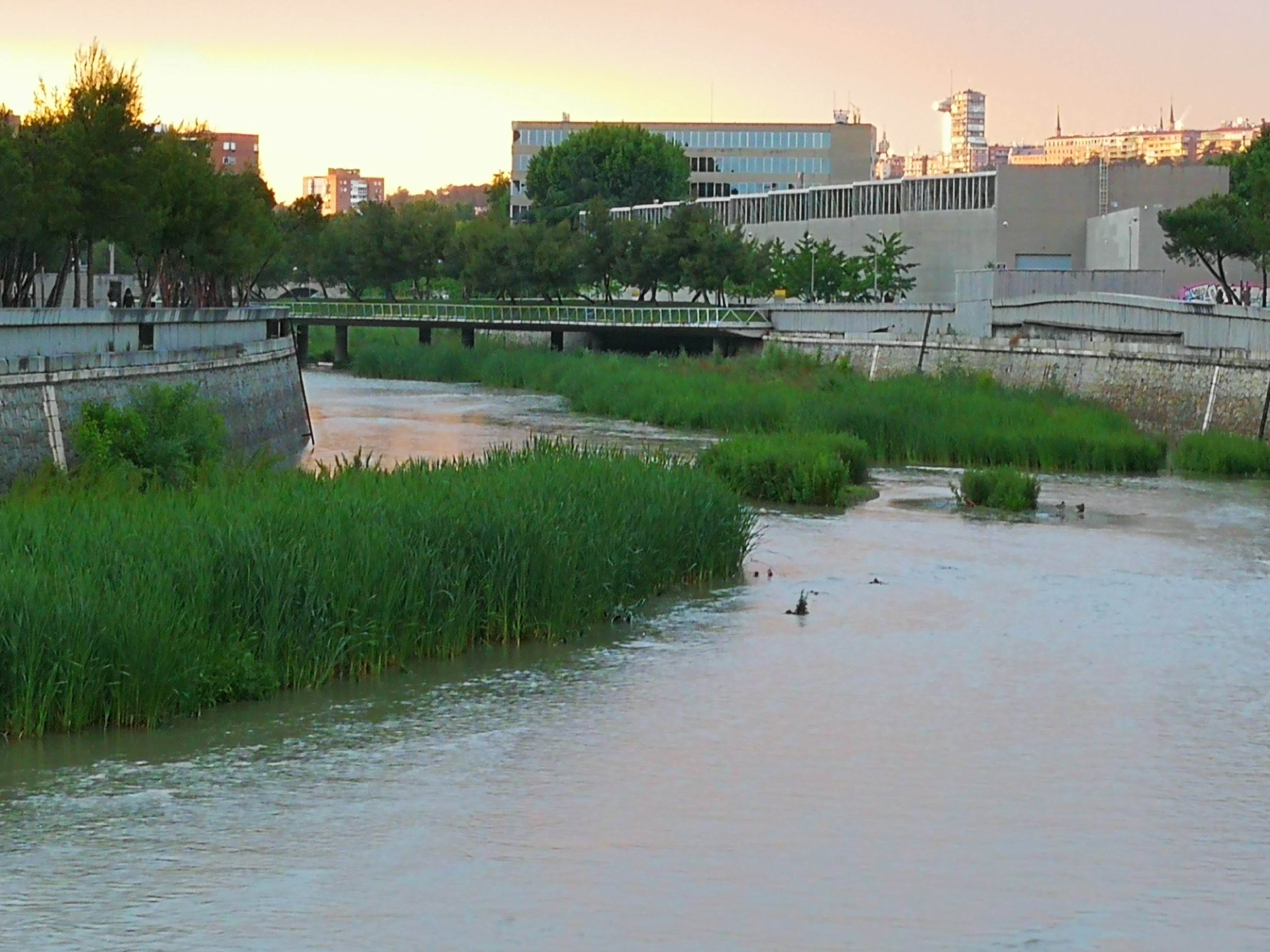
Madrid Río, CEDEX (Miguel Fisac)
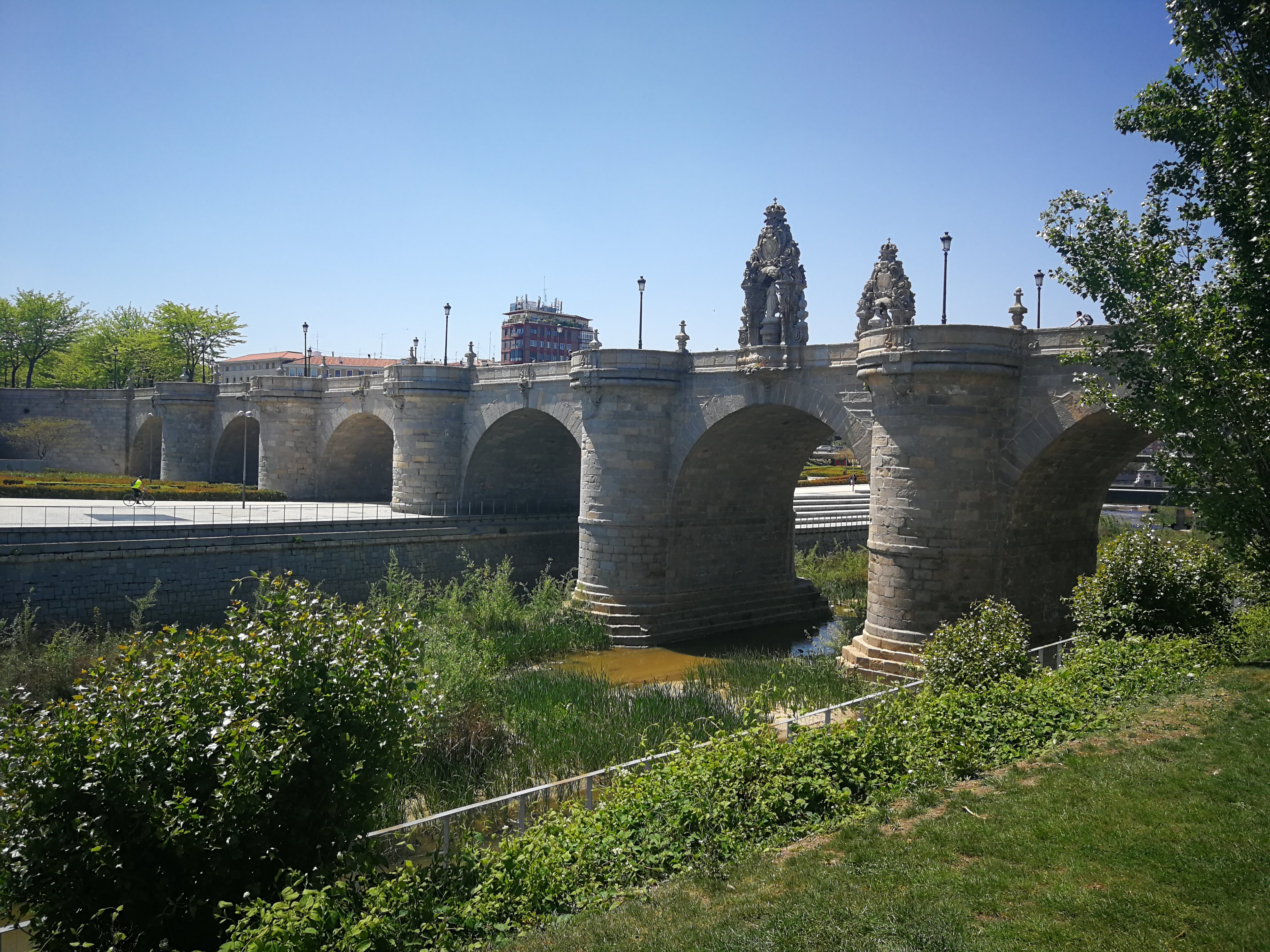
Madrid Rio Puente de Toledo 2018
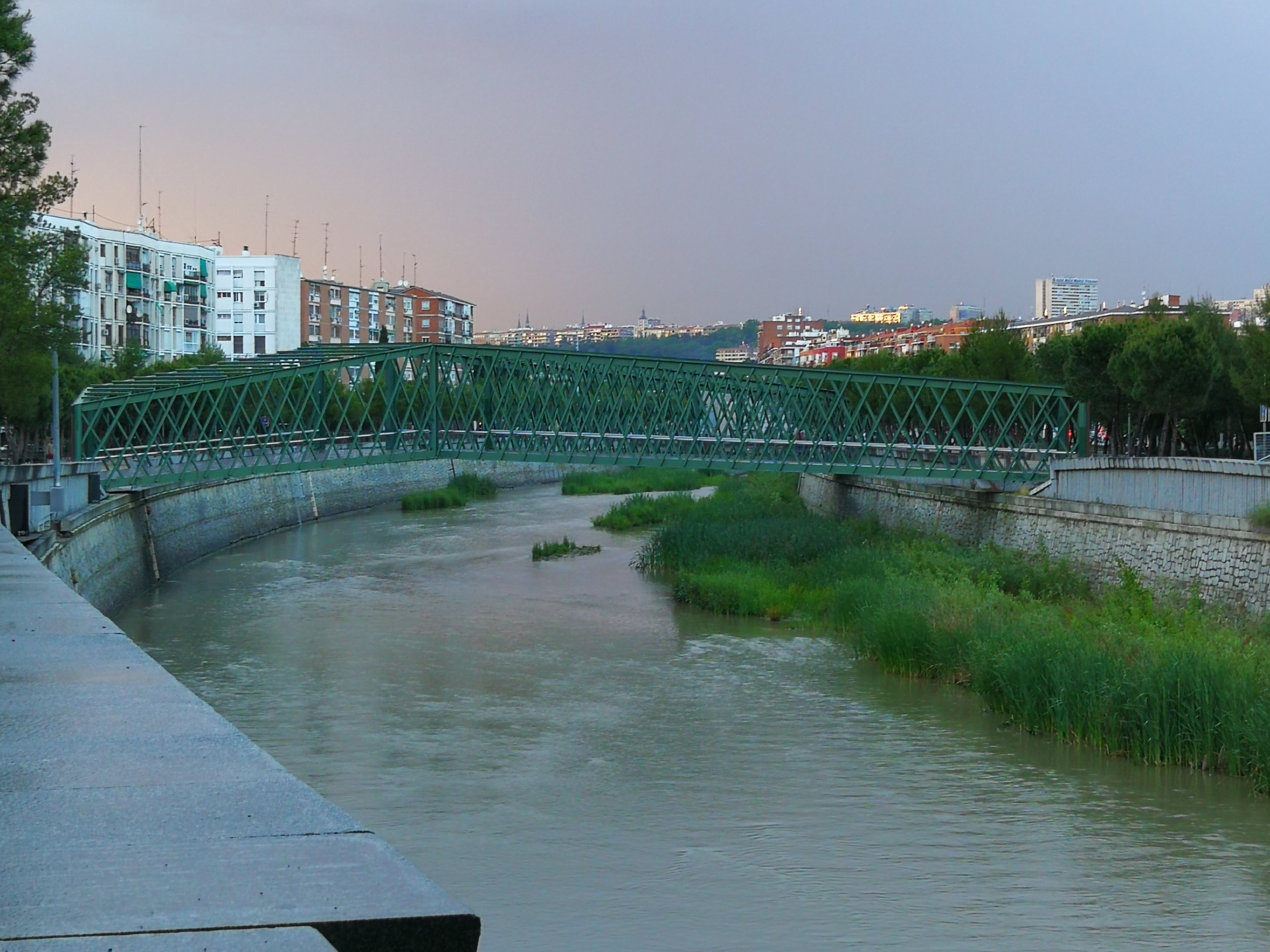
Madrid Rio, Puente del Principado de Andorra